# Organolity

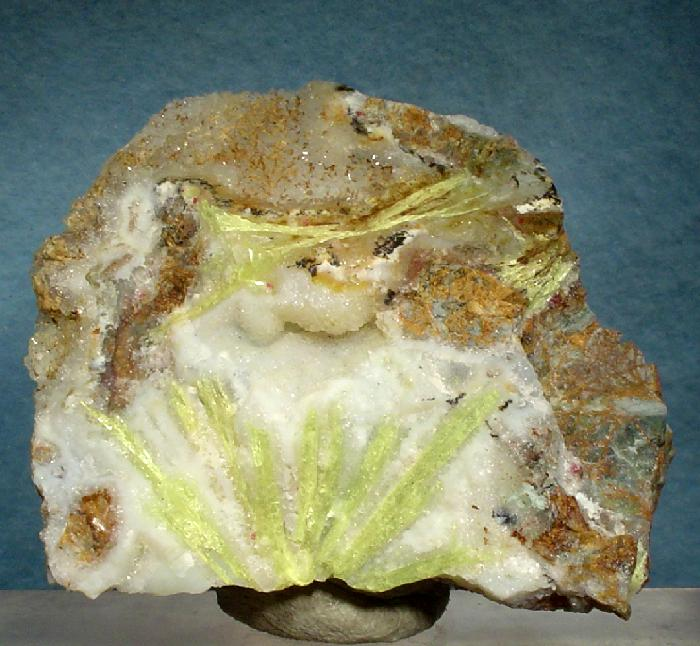
Karpatit ze skupiny uhlovodíků

Organolity jsou minerály organického původu. Od ostatních minerálů se liší zdrojem uhlíku v organické hmotě. Do skupiny organolitů se řadí přírodní soli organických kyselin, přírodní uhlovodíky a další. Dříve se mezi organolity řadily i kaustobiolity (např. uhlí a ropa), ty se dnes ale řadí mezi horniny. Mezi minerály byl dříve řazen také jantar, ale Mezinárodní mineralogická asociace ho neuznává (nemá krystalickou strukturu, a tak je řazen mezi mineraloidy).
V systematické mineralogii se organolity řadí do 9. třídy (v některých systémech do 10. třídy). Co do počtu druhů minerálů je třída organolitů nejméně rozsáhlá.

## Soli organických kyselin
K roku 2016 rozpoznávala Mezinárodní mineralogická asociace existenci 21 oxalátů (solí kyseliny šťavelové) organického původu. V této skupině se předpokládá existence mnoha dosud neobjevených minerálů. Nálezy oxalátů se často váží na uhelné sloje (např. whewellit, žemčužnikovit), rašelinu (např. fichtelit), guáno (např. oxamit) a další organické materiály.
Vedle oxalátů existují ještě minerály solí kyseliny mravenčí (např. formikait), solí kyseliny octové (např. acetamid) a solí kyseliny kyanurové (joanneumit).

## Uhlovodíky
K roku 2016 rozpoznávala Mezinárodní mineralogická asociace existenci deseti uhlovodíkových minerálů organického původu (např. kratochvílit). Pravděpodobnostní modely napovídají, že mnoho dalších minerálů teprve čeká na své objevení.

## Další organické minerály
Do této skupiny patří několik minerálů založených na různých dalších organických materiálech (např. urea, kladnoit).